# Saint-Georges-des-Sept-Voies
Saint-Georges-des-Sept-Voies ist eine Ortschaft und eine Commune déléguée in der französischen Gemeinde Gennes-Val-de-Loire mit 656 Einwohnern (Stand 1. Januar 2022) im Département Maine-et-Loire in der Region Pays de la Loire.  Die Einwohner werden Saint-Georgeois genannt.
Mit Wirkung vom 1. Januar 2016 wurden die Gemeinden Chênehutte-Trèves-Cunault, Gennes, Grézillé, Saint-Georges-des-Sept-Voies und Le Thoureil zu einer Commune nouvelle mit dem Namen Gennes-Val-de-Loire zusammengelegt. Die Gemeinde Saint-Georges-des-Sept-Voies gehörte zum Arrondissement Saumur und zum Kanton Doué-la-Fontaine.

## Geographie
Saint-Georges-des-Sept-Voies liegt etwa 27 Kilometer südöstlich von Angers. 

## Bevölkerungsentwicklung
| Jahr                       | 1962 | 1968 | 1975 | 1982 | 1990 | 1999 | 2008 | 2013 |
| Einwohner                  | 665  | 675  | 608  | 586  | 565  | 570  | 638  | 694  |
| Quellen: Cassini und INSEE |      |      |      |      |      |      |      |      |

## Sehenswürdigkeiten
- Kirche Saint-Barnabé, seit 1958 Monument historique
- Kirche Saint-Pierre-en-Vaux, seit 1984 Monument historique
- Herrenhaus La Sansonière, Monument historique
- Menhir von Nidevelle, 5,5 m hoch

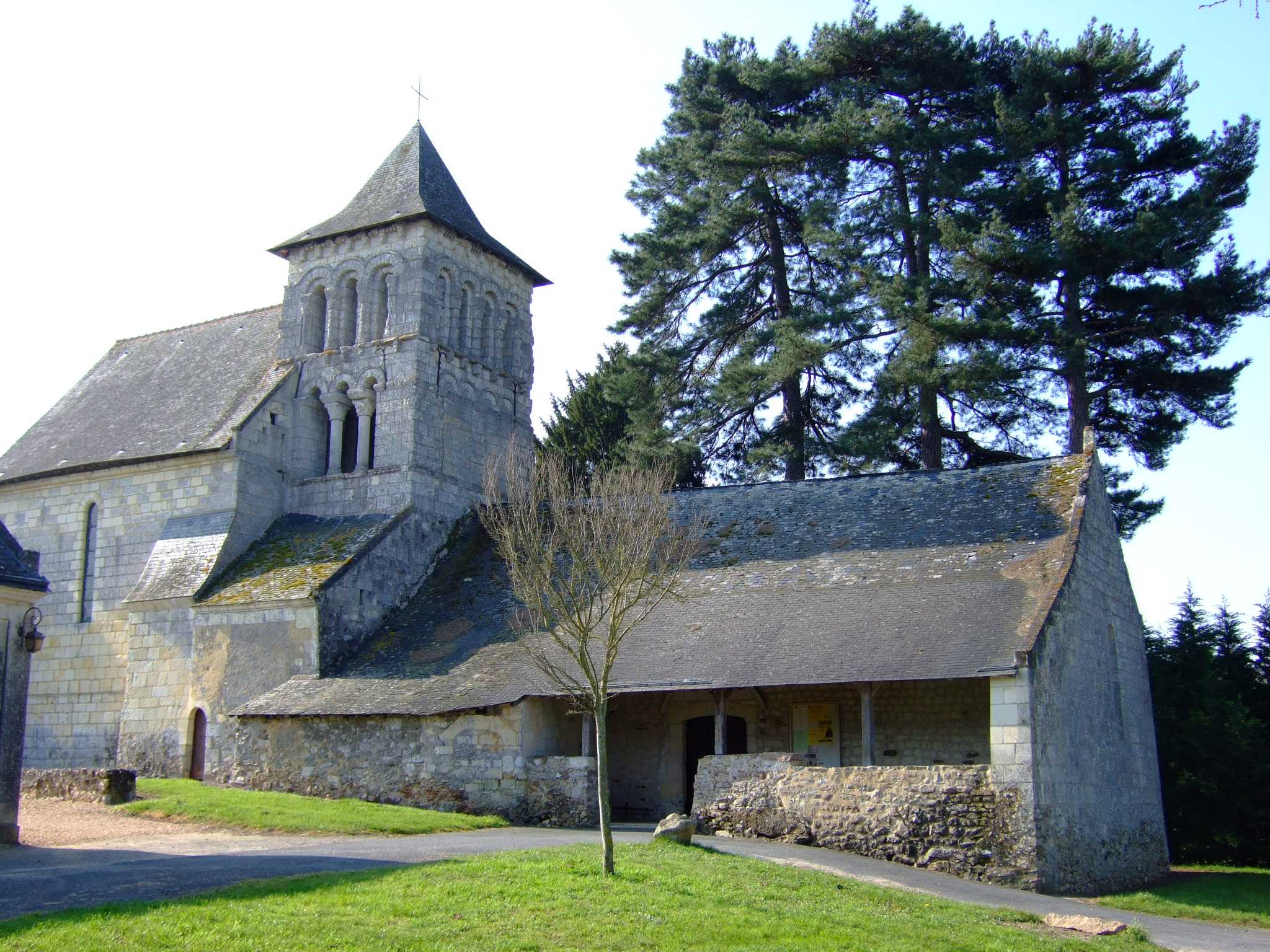
Kirche Saint-Barnabé
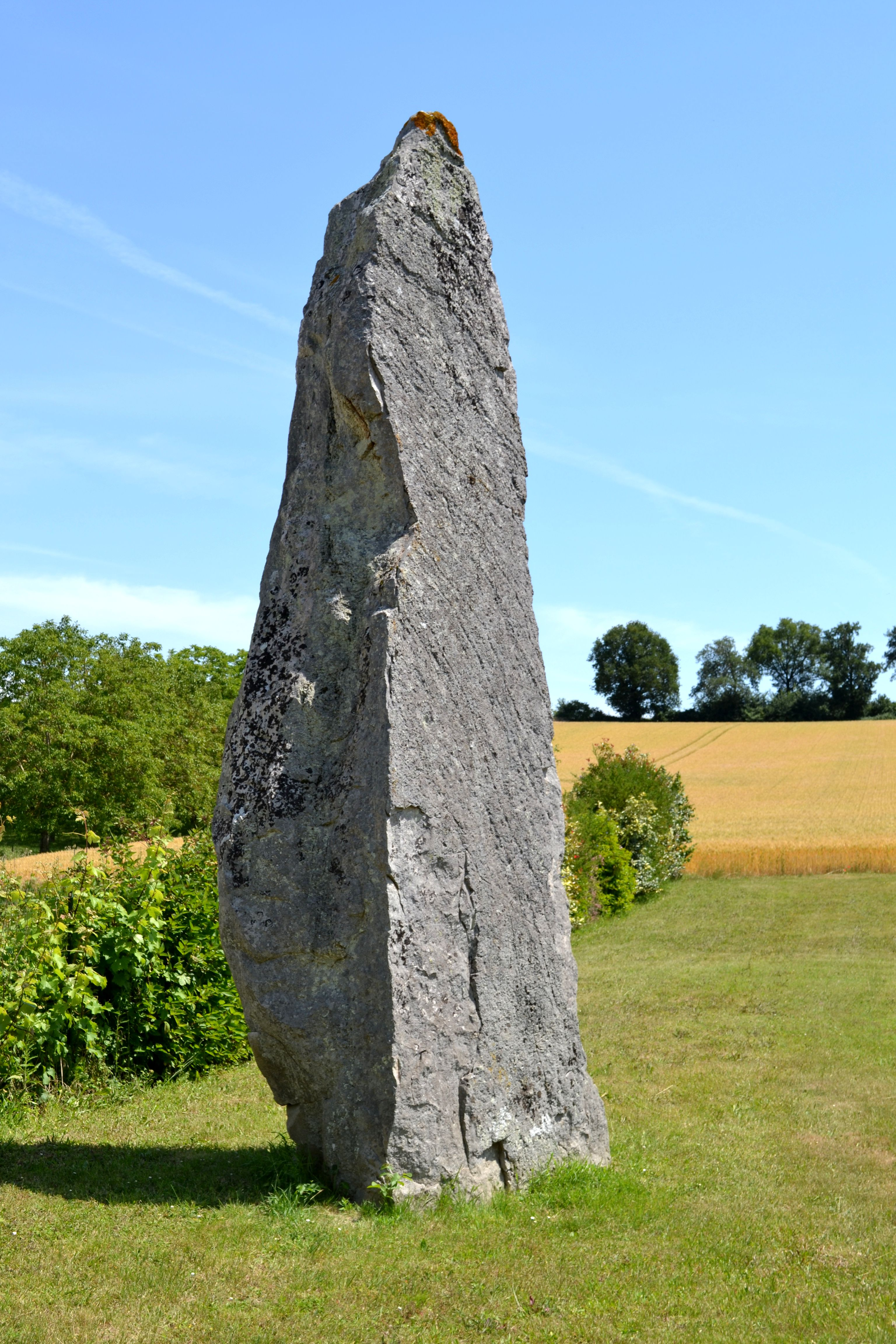
Menhir von Nidevelle
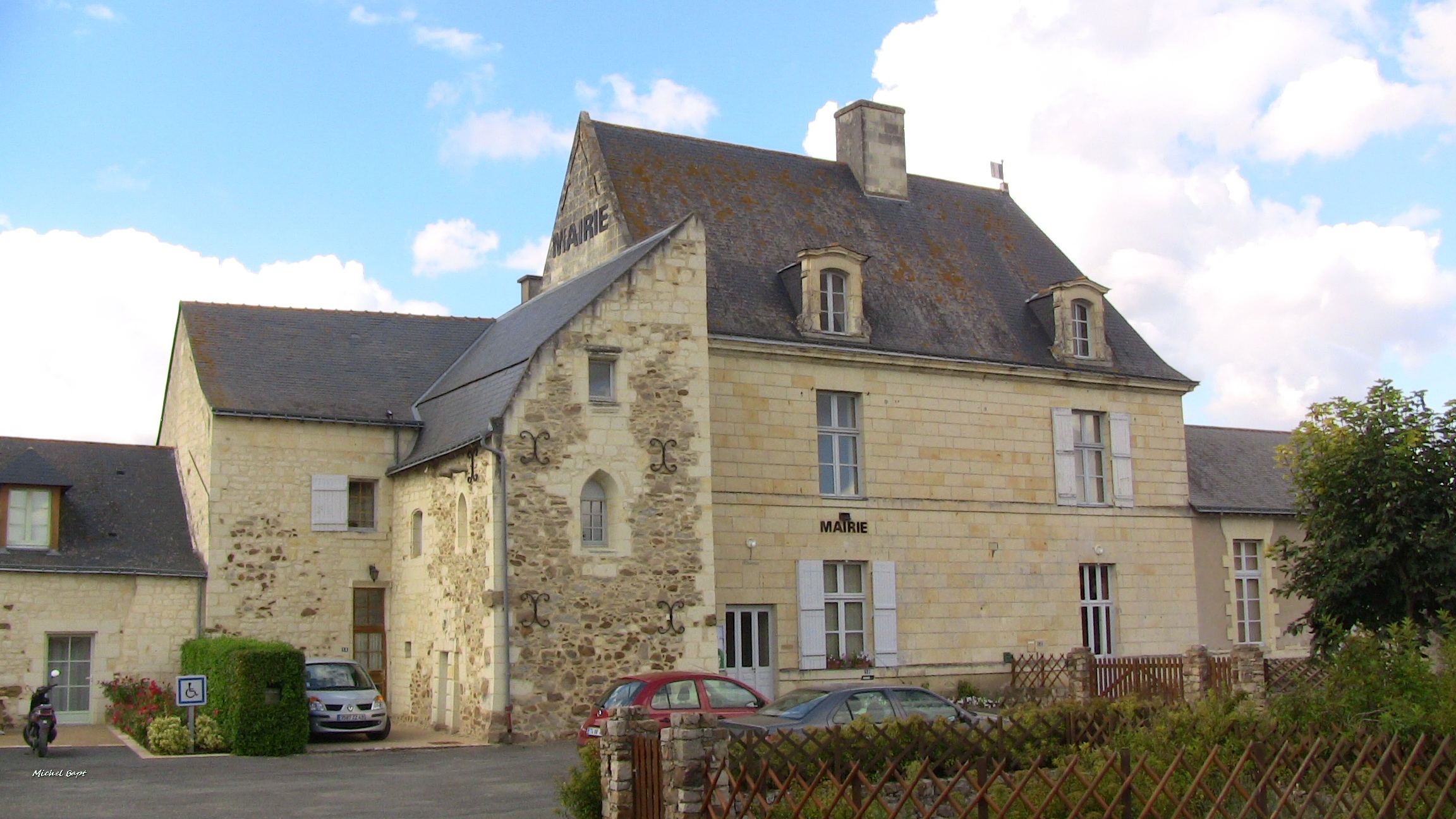
Herrenhaus La Sansonière